# Fleurus (maison d'édition)
Pour les articles homonymes, voir Fleurus (homonymie).
Fleurus est un groupe de maisons d'édition français qui appartient au groupe Média Participations.
Fleurus éditions et Fleurus presse sont des sociétés différentes. Fleurus presse, propriété du groupe Télérama-la Vie depuis 1986, a été revendu par ce dernier en 2009.

## Historique
Les Éditions Fleurus sont créées en 1946. En 1986, Fleurus Presse devient une filiale de Télérama appartenant au groupe La Vie Catholique, dont le contrôle passera aux mains du groupe Le Monde en 2003, prenant alors le nom de « VM magazines » (La Vie-Le Monde magazines). En 2016, Fleurus fête ses 70 ans d'existence.

## Groupe Fleurus
Grâce à un choix éditorial couvrant des domaines variés comme la jeunesse, le pratique et le religieux, le groupe Fleurus est composé de marques comme Fleurus (et ses déclinaisons), Mango, Rustica, Vagnon, Mame, Desclée de Brouwer,Tardy ou Saltimbanque.

### Diffusion
Le catalogue de Fleurus est distribué par la société MDS.